# Werner De Smedt
Werner De Smedt, né à Ninove le 17 juillet 1970, est un acteur de cinéma belge.

## Biographie
Werner De Smedt étudie d'abord à l'Académie de Ninove, et continue au Conservatoire royal de Bruxelles.

## Filmographie

### Au cinéma
- 1989 : Blueberry Hill : Robin's class
- 1996 : Particularly Now, in Spring
- 1997 : Gaston's War : Gaston
- 2000 : Iedereen beroemd! (Everybody Famous) : Willy Van Outreve
- 2002 : Alias : Mark
- 2003 : La Mémoire du tueur : Freddy Verstuyft
- 2008 : Hotel op stelten : Agent
- 2009 : Dossier K. : Freddy Verstuyft
- 2011 : Broeders
- 2017 : Double Face (Het tweede gelaat) de Jan Verheyen : Freddy Verstuyft

## Honneurs
Werner De Smedt est repris sur la liste des Bekende Vlaming.